# Phocas Nikwigize
Phocas Nikwigize (ur. 23 sierpnia 1919 w Muhango, zm. 30 listopada 1996
) – rwandyjski duchowny katolicki, biskup Ruhengeri w latach 1968-1996.

## Życiorys
Święcenia kapłańskie otrzymał 25 lipca 1948 roku.
5 września 1968 papież Paweł VI mianował go ordynariuszem diecezji Ruhengeri. Sakry udzielił mu ówczesny nuncjusz apostolski w Rwandzie abp Amelio Poggi. Na emeryturę przeszedł 5 stycznia 1996 roku. 
Od 1994 (w wyniku konfliktu Tutsi-Hutu) przebywał w Zairze, gdzie posługiwał w obozach dla uchodźców rwandyjskich. W listopadzie 1996 postanowił powrócić do ojczyzny. Przy granicy z Rwandą został uprowadzony przez rebeliantów z plemienia Tutsi, którzy oddalili się wraz z nim i kapłanem, który mu towarzyszył, w nieznanym kierunku. Od 30 listopada 1996 brak jakichkolwiek informacji o jego losie. W grudniu 1996 został umieszczony na liście zaginionych opublikowanej przez Amnesty International.